# داؤدية
داؤدية هي قرية كلدانية تقع شمال العراق في محافظة دهوك وتابعة لقضاء زاخو سميت بهذا الاسم نسبة لعشيرة بيداويد التي تسكنها وأغلب سكانها من الكلدان المسيحيين ويتبعون الكنيسة الكلدانية الكاثوليكية ويتكلمون باللغة الكلدانية ومن أبرز شخصيات هذه هو البطريرك الكلداني روفائيل بيداويد.